# 黄明清
黄明清（1919年1月—1983年5月），曾用名黄兴禄，湖南省大庸县人，中国人民解放军开国大校。

## 生平
随红二军团参加了长征。1938年4月加入中国共产党。
1949年4月，中共中央东北局警卫团、中国人民解放军东北军区整训第4师第13团干部架子，辽西军区独立第13团等在沈阳市郊古城子一带合编组成东北军区保安旅，旅长余能胜，黄明清任旅政治部主任。1949年10月东北军区保安旅改编为为中国人民公安第3师。1950年9月改称公安第18师，张天恕任师长兼政委，黄明清任副政委，后升任政委。1951年7月公安第18师师部赴朝，归中国人民志愿军后勤司令部领导。1952年12月公安第18师率部回国1954年4月2日，公安第18师撤销番号，师机关改编为辽东要塞师，黄明清任师政委。 
1955年9月被授予大校军衔，荣获三级八一勋章、二级独立自由勋章、二级解放勋章。1964年任黑龙江省军区副政委。1981年6月离职休养。1982年8月享受正军职待遇。

## 家人
儿子黄建军、黄建国